# W. W. Denslow

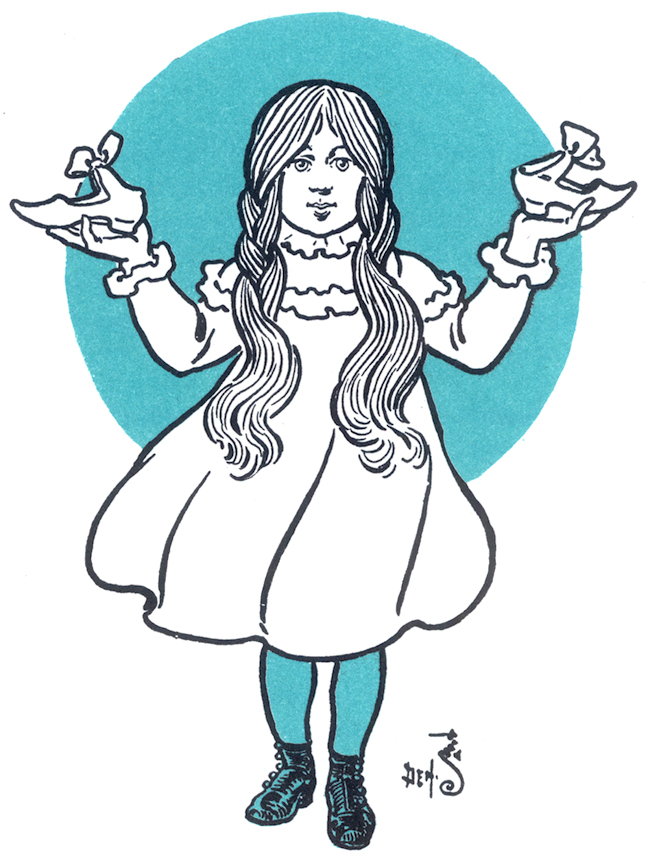
Dorothy Gale según W. W. Denslow.

William Wallace Denslow (Filadelfia, 5 de mayo de 1856 - Nueva York, 29 de marzo de 1915) fue un ilustrador y caricaturista estadounidense, recordado principalmente por sus colaboraciones con el escritor Lyman Frank Baum, especialmente por sus dibujos en el libro El Maravilloso Mago de Oz. Las ilustraciones de Denslow tuvieron fuertes cargas políticas, por lo que el libro anteriormente citado ha estado siempre sujeto a numerosas interpretaciones.[cita requerida]
Nacido en Filadelfia, en la década de 1880 se estableció en Chicago, donde conoció a Baum. Aparte de El Mago de Oz, ha ilustrado numerosos libros. En 1902 su amistad con L. Frank Baum fue sacudida por una pelea entre ambos por los royalties de la adaptación al cine de El Mago de Oz, y no volvieron a trabajar juntos.
En cualquier caso, los royalties de la película fueron tales que permitieron a Denslow comprarse una isla cerca de la costa de Bermuda, y se hizo llamar "Rey Denslow I". En cualquier caso, no supo mantener el control y poco a poco fue perdiendo su dinero para finalmente morir en la oscuridad a causa de una neumonía.